# Six Jours d'Atlantic City
Les Six Jours d'Atlantic City sont une course cycliste de six jours disputée à Atlantic City, aux États-Unis. Deux éditions ont lieu en 1909 et 1932.

## Palmarès
| Année     | Vainqueur                      | Deuxième                                | Troisième                   |
| --------- | ------------------------------ | --------------------------------------- | --------------------------- |
| 1909      | Paddy Hehir Eddy Root          |                                         |                             |
| 1910-1931 | Non-disputés                   |                                         |                             |
| 1932      | William Peden Franco Giorgetti | Reginald McNamara Xavier Van Slembroeck | Louis Cohen Alfred Crossley |